# Žilina (vodní nádrž)
Žilinská přehrada je přehradní nádrž, která se nachází na řece Váh nad Žilinou na severozápadním Slovensku. Její výstavba byla dokončena v roce 1998. Střední roční průtok Váhu je v těchto místech 95,6 m³/s a maximální 2140 m³/s.

## Vodní nádrž
Délka vzdutí je 7,5 km a šířka vodní plochy dosahuje 250 až 600 m. Celkový objem činí 18,15 mil. m³ při střední hladině. Při maximální hladině v nadmořské výšce 352 m je to 39 mil. m³. Kolísání úrovně vodní hladiny je za provozu 1,7 m. Koryto Váhu bylo prohloubeno místy až o 9 m, šířka dna koryta je 45 m. Upravené koryto vyhovuje podmínkám vodní dopravy.

## Hráz
Výška hráze dosahuje 15 m, šířka koruny 6 m, šířka komunikace 4,5 m. Hráz je těsněná fólií navázanou na podzemní těsnicí stěnu. Propusť se skládá ze tří polí o šířce 3×12 m, hradicí výška segmentu činí 11 m a klapky 3,3 m. Celková výška uzávěru činí 14,7 m, ovládání je hydraulické.

## Biokoridor
Náhradní biokoridor má celkovou délku asi 9 km, průměrný sklon dna 1,5–2 ‰ a provozní průtok 2 až 8 m³/s. Má příčný profil tvaru lichoběžníku se šířkou dna 5 m

## Vodní elektrárna
Vodní elektrárna má dva hydroagregáty s celkovým výkonem 72 MW (2x36 MW). Průměrná roční dodávka elektrické energie v letech 1998 až 2000 byla 156 GWh/r. Obsahuje dvě kaplanovy turbíny s průměrem oběžného kola 4850 mm. Průtočnost turbín je 2x150 m³/s a průměrný spád na turbíny dosahuje 24,1 m.

## Zatopené území
Při výstavbě byla zatopena téměř celá městská část Žiliny Mojšová Lúčka, celá městská část Hruštiny a tři domy v obci Mojš. Jako náhrada za zaplavené domy byly postaveny nové domy převážně v nové Mojšové Lúčce za silnicí I/18, včetně školy, nákupního střediska a nedokončeného kulturního domu. Pro obyvatele z Hruštin byly postavené domy v žilinské části Rosinky. V obci Mojš byly postaveny tři domy. Mezi městskou částí Mojšová Lúčka a obcí Mojš byl vybudován ocelový most pro pěší, který nahradil starou lávku přes Váh. Do obce Mojš byla podél hráze postavena nová cesta ze Žiliny. Z původní staré zástavby v městské části Mojšová Lúčka zůstalo jen několik domů a kaplička. Na Hruštiny, které zanikly zcela, zůstala jen památka v podobě kapličky u silnice, odkud vedla odbočka do obce k Váhu. Stará silnice ze Žiliny do Martina byla zatopena.

## Vlastnické vztahy
Původním majitelem a provozovatelem byla společnost Vodné dielo Žilina, a.s., která je od roku 2000 v likvidaci. V současnosti je vodní dílo majetkem státu. Správcem a provozovatelem je Vodohospodárska výstavba Bratislava, š. p..